# Pseudogastromyzon peristictus
Pseudogastromyzon peristictus är en fiskart som beskrevs av Zheng och Li, 1986. Pseudogastromyzon peristictus ingår i släktet Pseudogastromyzon och familjen grönlingsfiskar. Inga underarter finns listade i Catalogue of Life.